# Погорелка (Новосибирская область)
Погорелка — деревня в Чановском районе Новосибирской области. Административный центр Погорельского сельсовета.

## География
Площадь деревни — 113 гектаров.

## Население
| 2002 | 2007 | 2010 |
| ---- | ---- | ---- |
| 384  | ↘345 | ↘262 |

## Инфраструктура
В деревне по данным на 2007 год функционируют 1 учреждение здравоохранения и 2 учреждения образования.